# Mont de l'Étoile
Pour les articles homonymes, voir Étoile (homonymie).
Le mont de l'Étoile est un sommet des Alpes valaisannes, en Suisse, situé dans le canton du Valais, qui culmine à 3 369 m d'altitude.

## Géographie
Flanqué à l'ouest du glacier de la Vouasson, il est situé à l'est du lac des Dix et au nord-est des aiguilles Rouges d'Arolla. Il domine à l'est le val d'Arolla.